# لويس ماديسون تيرمان
لويس تيرمان ماديسون (بالإنجليزية: Lewis Madison Terman) (ولد في 15 يناير 1877 في مقاطعة جونسون، انديانا، وتوفي 21 ديسمبر 1956 في بالو ألتو، كاليفورنيا). كان عالم النفس الأمريكي، ورائداً في علم النفس التربوي في القرن 20 في جامعة ستانفورد. واشتهر كمخترع اختبار ذكاء ستانفورد بينيه، كما كان عالماً بارزاً في علم تحسين النسل. وكان عضواً في مؤسسة تحسين أحوال البشر. كما شغل منصب رئيس رابطة الطب النفسي الأمريكي.
قام تيرمان بدراسة عبقرية الأطفال الموهوبين لفترة طويلة من حياته. تابع تيرمان عمل ج. مكين كاتل والذي يجمع بين أفكار فيلهلم فونت وفرنسيس غالتون قائلاً أن أولئك المتفوقين فكرياً ستكون لديهم «حدة حسية، وقوة ثبات، وحساسية للألم، وذاكرة متناغمة» بشكل أفضل. خلال الفترة التي قضاها في جامعة كلارك للعمل على شهادة الدكتوراة، كتب أطروحته بعنوان العبقرية والغباء: دراسة لبعض العمليات الفكرية لسبعة فتيان «نابهين» وسبعة «أغبياء» حيث قام بتطبيق اختبارات كاتل على الفتيان الأذكياء مقابل الفتيان الذين كانوا يعتبرون غير أذكياء.

## أنظر أيضًا
- دراسة تيرمان للموهوبين

## وصلات خارجية
- لويس ماديسون تيرمان على موقع الموسوعة البريطانية (الإنجليزية)
- لويس ماديسون تيرمان على موقع الموسوعة البريطانية (الإنجليزية)
- لويس ماديسون تيرمان على موقع إن إن دي بي (الإنجليزية)
- مؤلفات Lewis Madison Terman في مشروع غوتنبرغ
- لويس تيرمان م، «مؤامرة كبرى أم الدافع من اختبار الذكاء، حلل نفسيا وأستعرض من كل من السيد ليبمان» نيو ريبابليك 33 (27 ديسمبر 1922)